# Родольф IV (граф Невшателя)

Графство Невшатель (Нойенбург) на карте Швейцарии (слева)

Родольф IV (фр. Rodolphe IV de Neuchâtel) или Роллен (фр. Rollin; 1282 — 1343) — сеньор и граф Невшателя с 1286 года.

## Биография
Сын Амедея I Невшательского (ум. 1286) и Жорданны де ла Саррас. Согласно Annales historiques du Comté de Neuchâtel et Valangin depuis Jules-César к моменту смерти отца ему было 4 года, значит родился он в 1281 или 1282 году. Отсюда прозвище Роллен — уменьшительное от Родольф, которое сохранилось на всю жизнь.
До совершеннолетия находился под опекой братьев отца — Жана и Ришара. Они от его имени с согласия короля Рудольфа Габсбурга признали графство Невшатель вассалом Жана I де Шалон-Арле. Тем самым, поступившись частью суверенитета, оно приобрело могущественного покровителя, благодаря чему в дальнейшем смогло расширить свои владения.
В феврале 1296 года Родольф IV пошёл войной на графов фон Арберг, сеньоров Валанжена — своих родственников, отказавшихся принести ленную присягу, и их союзника епископа Базеля. В битве при Коффране захватил в плен Жана и Тьерри фон Арбергов, которые были вынуждены принести оммаж, возместить военные издержки и заплатить выкуп.
По той же причине (неподчинение) в 1301 году (28 апреля) разрушил город Бонвиль.
С 1300 года ландфогт кантона Во.
В 1311 году захватил принадлежавшие епископам Базеля земли в районе Валь-де-Рю, и принёс за них оммаж Жану I де Шалон-Арлэ.
В 1325 году укрепил город Ландерон и сделал его центром шателении.

## Семья
Родольф IV с 18 октября 1294 года был женат на Элеоноре (ум. 24 марта 1333), дочери Луи I де Во. Дети:
- Жанна (3 мая 1300 — ?), жена Эймона де ла Сарраса;
- Катерина (1303—1359), дама де Монжуа, жена Жана де Шанвана (1315), Гильома де Монтаньи (1327) и Гильома де Монжуа (1340).
- Луи I (2 марта 1305 — 5 июня 1373), граф Невшателя с 1325;
- Маргарита (ум. 22 августа 1382), дама де Будри, жена Хартмана фон Кибурга, затеи Гуго де Бешега.